# Carlton, South Yorkshire
Carlton är en ort i unparished area Barnsley, i distriktet Barnsley, i grevskapet South Yorkshire, i England. Carlton var en civil parish 1866–1938 när blev den en del av Barnsley och Royston. Civil parish hade 2 317 invånare år 1931. Byn nämndes i Domedagsboken (Domesday Book) år 1086, och kallades då Carlentone/Carleton.